# Leptogomphus williamsoni
Leptogomphus williamsoni – gatunek ważki z rodziny gadziogłówkowatych (Gomphidae).